# Sandruper See
Der Sandruper See ist ein Baggersee in der westfälischen Stadt Münster. Er befindet sich im Norden der Stadt zwischen den Stadtteilen Kinderhaus und Sprakel inmitten der Bauerschaft Sandrup. Seine Länge beträgt rund 550 Meter, und die Breite schwankt zwischen 140 und 300 Metern. Die Wasserfläche beträgt rund 11 ha. Seit dem Jahr 1966 wird der Sandruper See vom Angelverein VFG Frühauf Münster bewirtschaftet, der auch rund die Hälfte des Sees besitzt.